# Messaline (statue)
Pour les articles homonymes, voir Messaline (homonymie).
La statue de Messaline est une sculpture romaine découverte à Rome.

## Description
Cette statue en marbre, trouvée en fragments et victime d'accidents à l'époque moderne, a été considérablement restaurée et complétée, notamment au XVIIIe siècle. La figuration rappelle celle d'un modèle grec du IVe siècle av. J.-C. de mère portant un enfant, Eiréné portant Ploutos (« La Paix portant la Richesse ») du sculpteur Céphisodote l'Ancien. Elle représente une femme que sa coiffure rattache à l'époque de l'empereur Claude (Ier siècle) avec des cheveux répartis de part et d'autre d'une raie médiane, et des vaguelettes régulières, bordées sur le front par un rang de petites boucles. L'hypothèse la plus sûre est qu'elle représente Messaline, (c. 20 – 48), troisième épouse de l'empereur romain Claude et mère de Britannicus.

## Exposition
Cette statue a été présentée lors de l'exposition suivante :
- exposition Claude, un empereur au destin singulier, de décembre 2018 à mars 2019 au Musée des Beaux-Arts de Lyon[1].